# John Gribbin
John Gribbin (Maidstone, 19 marzo 1946) è un saggista britannico di argomenti scientifici.

## Biografia
John Gribbin si laureò in fisica all'Università del Sussex nel 1966. Nel 1967 ottenne un Master in Science in astronomia alla stessa università e nel 1971 un dottorato in astrofisica all'Università di Cambridge. 
Ha scritto articoli di argomento scientifico per numerose riviste specializzate, tra cui Nature e New Scientist, e per numerose testate giornalistiche, tra cui The Times e The Independent.
Ha pubblicato moltissimi libri di divulgazione scientifica. Tra i più conosciuti, In Search of Schroedinger's Cat (1984) e Companion to the Cosmos (1996), un'opera di carattere enciclopedico tradotta in italiano col titolo Enciclopedia di Astronomia e Cosmologia (Garzanti, 1998). 
Nel 2005 ha pubblicato il suo 100º libro, The Fellowship.

## Opere
- (2015) Il capolavoro di Einstein, 2015, Bollati Boringhieri
- (2007) The Universe: A Biography, Allen Lane. ISBN 0-7139-9857-1.
- (2006) The Origins of the Future: Ten Questions for the Next Ten Years, Yale University Press. ISBN 978-0-3001-2596-2.
- (2005) Deep Simplicity: Bringing Order to Chaos and Complexity, Random House. ISBN 1-4000-6256-X.
- (2005) The Fellowship: The Story of a Revolution, Allen Lane. ISBN 0-7139-9745-1 (the story of the Royal Society).
- (2005) Annus Mirabilis: 1905, Albert Einstein, and the Theory of Relativity (coauthor Mary Gribbin), Chamberlain Bros. ISBN 1-5960-9144-4 (includes DVD)
- (2004) The Scientists: A History of Science Told Through the Lives of Its Greatest Inventors, Random House. ISBN 0-8129-6788-7.
- (2004) FitzRoy: The Remarkable Story of Darwin's Captain and the Invention of the Weather Forecast, Yale University Press. ISBN 0-3001-0361-1.
- (2003) Science: A History 1543-2001, Gardners Books. ISBN 0-1402-9741-3.
- (2003) Get a Grip on Physics, Barnes & Noble Books. ISBN 0-7607-3748-7.
- (2003) Big Numbers: A Mind Expanding Trip to Infinity and Back (coauthor Mary Gribbin), Wizard  Books 2005 edition. ISBN 1-84046-661-8.
- (2003) How far is up? : Measuring the Size of the Universe (coauthor Mary Gribbin), Icon Books 2005 edition. ISBN 1-8404-6439-9.
- (2002) How the Brain Works, DK Adult.  ISBN 0-7894-8420-X.
- (2001) The Birth of Time: How Astronomers Measured the Age of the Universe, Yale University Press. ISBN 0-3000-8914-7.
- (2000) The Case of the Missing Neutrinos (and Other Curious Phenomena of the Universe), Penguin. ISBN 0-1402-8734-5.
- (2000) Stardust: Supernovae and Life—The Cosmic Connection (coauthor Mary Gribbin), Yale University Press. ISBN 0-3000-9097-8
- (2000) Eyewitness: Time & Space, DK Children. ISBN 0-7894-5578-1.
- (1999) Q Is for Quantum: An Encyclopedia of Particle Physics, Free Press. ISBN 0-6848-5578-X.
- (1998) Almost Everyone's Guide to Science: The Universe, Life and Everything, Yale University Press. ISBN 0-3000-8460-9.
- (1997) Richard Feynman: A Life in Science (coauthor Mary Gribbin), Penguin Books. ISBN 0-14-025334-3.
- (1996) Schrödinger's Kittens and the Search for Reality, Back Bay Books. ISBN 0-3163-2819-7.
- (1996) Fire on Earth: Doomsday, Dinosaurs, and Humankind (coauthor Mary Gribbin), St Martins Press. ISBN 0-3121-5529-8.
- (1994) Einstein : A Life in Science (coauthor Michael White), Simon & Schuster. Simon & Schuster: ISBN 0-6710-1044-1, Gardner's Books: ISBN 0-7432-6389-8.
- (1993) Stephen Hawking A Life in Science (coauthor Michael White), National Academies Press. ISBN 0-452-26988-1, 2002 edition: ISBN 0-3090-8410-5.
- (1992) In Search of the Edge of Time: Black Holes, White Holes, Worm Holes (US title Unveiling the Edge of Time), Three Rivers Press. 1994 reprint: ISBN 0-5178-8170-5.
- (1990) Gaia, Glassongs.
- (1989) Cosmic Coincidences, Bantam paperback: ISBN 0-5533-4740-3, New Age paperback: ISBN 0-5530-5730-8.
- (1988) The Omega Point, Bantam. 0-5533-4515-X.
- (1987) In Search of the Double Helix, Bantam. ISBN 0-5533-4432-3.
- (1986) In Search of the Big Bang, Bantam. ISBN 0-5533-4617-2.
- (1984) In Search of Schrödinger's Cat: Quantum Physics And Reality, Bantam. ISBN 0-5533-4253-3.
- (1983) Beyond the Jupiter Effect, Macdonald. ISBN 0-3560-8686-0.
- (1982) Jupiter Effect Reconsidered (coauthor Stephen H. Plageman), Vintage Books. ISBN 0-3947-0827-X.
- (1976) Jupiter Effect: The Planets As Triggers of Devastating Earthquakes (coauthor Stephen H. Plageman), Random House: ISBN 0-3947-2221-3; UK Fontana 1977 edition (with foreword by Isaac Asimov): ISBN 0-0063-4419-4.